# Октав Оніческу
Октав Оніческу (рум. Octav Onicescu; *20 серпня 1892, Ботошані — †19 серпня 1983, Бухарест) — румунський математик, педагог, професор (з 1929), доктор філософії (1920), дійсний член Румунської академії (1965).

## Біографія
У 1913 закінчив Бухарестський університет. З 1914 по 1916 працював учителем математики в гімназії, недалеко від Тирговіште.
З 1916 по 1918 — учасник Першої світової війни. У 1919 продовжив навчання в Римському університеті Ла Сапієнца під керівництвом Тулліо Леві-Чівіта.
У червні 1920 отримав ступінь доктора філософії.
У 1922 повернувся в Бухарест, де почав свою 40-річну кар'єру в місцевому університеті.
У 1924 став викладати курс теорії ймовірностей.
З 1928 — професор Бухарестського університету. У 1930 організував Школу статистики і створив Інститут обчислень, протягом багатьох років був його директором.
У 1936 вступив до лав Залізної гвардії.
У 1933 обраний членом-кореспондентом, а з 4 лютого 1965 — дійсним членом Румунської академії.
Один з організаторів в 1934 Балканського союзу математиків і Президент його Румунського комітету.
Член Міжнародного статистичного інституту.

## Наукова діяльність
Основні роботи відносяться до алгебри, диференціальної геометрії, топології, аналізу, функціонального аналізу, теорії функцій комплексної змінної, теорії функцій дійсної змінної, теорії ймовірностей, математичній статистиці, загальній механіці, статистичної механіки.